# Лоспиталет де Љобрегат
Лоспиталет де Љобрегат (шп. L'Hospitalet de Llobregat) град је у шпанском аутономном региону Каталонија. Лоспиталет де Љобрегат је и један од градова са највећом густином становништва у Европској унији.
Град се граничи са Барселоном и има 252.000 становника. Овде се налази један део универзитета Барселоне.

## Становништво
Према процени, у граду је 2008. живело 253.782 становника.

| 1989.   | 2002.   |
| ------- | ------- |
| 272.578 | 239.019 |

## Партнерски градови
- Тузла
- Бајон